# Mario Bergara
Mario Ludovico Bergara (né le 1er décembre 1937 à Montevideo en Uruguay et mort le 28 février 2001) est un joueur de football international uruguayen, qui évoluait au poste d'attaquant.

## Biographie

### Carrière en club
Avec le Club Nacional, il remporte un championnat d'Uruguay et joue une finale de Copa Libertadores.

### Carrière en sélection
Avec l'équipe d'Uruguay, il joue 15 matchs (pour 6 buts inscrits) entre 1959 et 1965[réf. nécessaire]. 
Il figure dans le groupe des sélectionnés lors de la coupe du monde de 1962. Lors du mondial organisé au Chili, il joue un match contre la Yougoslavie.
Il participe également au championnat sud-américain de 1959 (Équateur). La sélection uruguayenne remporte la compétition.

## Palmarès
| Club Nacional - Championnat d'Uruguay (1) : - Champion : 1963. - Copa Libertadores : - Finaliste : 1964. |  | Uruguay - Championnat sud-américain (1) : - Vainqueur : 1959 (Équateur). |